# Épenède
Épenède – miejscowość i gmina we Francji, w regionie Nowa Akwitania, w departamencie Charente.
Według danych na rok 1990 gminę zamieszkiwały 242 osoby, a gęstość zaludnienia wynosiła 15 osób/km² (wśród 1467 gmin regionu Poitou-Charentes Épenède plasuje się na 762. miejscu pod względem liczby ludności, natomiast pod względem powierzchni na miejscu 535.).